# Tidal
Tidal (cách điệu là TIDAL) là dịch vụ phát nhạc trực tuyến, podcast và video của Na Uy, chuyên về âm thanh lossless và video âm nhạc chất lượng cao với nội dung độc quyền và các tính năng chuyên về âm nhạc. Tidal được phát hành vào năm 2014 bởi công ty đại chúng Aspiro của Na Uy và hiện đang thuộc quyền sở hữu của Dự án Panther Bidco.
Vào tháng 3 năm 2015, Aspiro được mua lại bởi Project Panther Bidco Ltd., công ty đã khởi chạy lại dịch vụ với một chiến dịch tiếp thị hàng loạt, quảng bá nó như là dịch vụ phát trực tuyến đầu tiên do nghệ sĩ sở hữu. Vào tháng 1 năm 2017, Sprint Corporation đã mua 33% cổ phần của Tidal với số tiền được báo cáo là 200 triệu đô la. Vào tháng 3 năm 2021, Square đã đồng ý mua Tidal với giá 297 triệu đô la.